# Šachťor Karaganda FK
Šachťor Karaganda FK (kazašsky Шахтёр Қарағанды Футбол Клубы) je kazachstánský fotbalový klub z města Karaganda, který byl založen v roce 1958. Svá domácí utkání hraje na stadionu Šachťoru s kapacitou 19 500 míst. Klubové barvy jsou černá a oranžová. V sezóně 2012 se stal podruhé mistrem kazachstánské nejvyšší ligy (Premjer Ligasy), když obhájil prvenství ze sezóny 2011.
V Lize mistrů UEFA 2013/14 postoupil Šachťor ve druhém předkole po dvou shodných výhrách 1:0 přes favorizovaný běloruský klub BATE Borisov. Ve třetím předkole vyřadil albánského mistra KF Skënderbeu Korçë (výhra 3:0 doma a porážka 2:3 v Albánii). Ve čtvrtém předkole (play-off předkolo) narazil na skotský Celtic FC, který porazil v prvním zápase doma 2:0, ale v odvetě mu podlehl 0:3. Postup do základní skupiny Ligy mistrů Karagandě unikl, ale představila se v základní skupině Evropské ligy 2013/14.
Karaganda se probojovala i do Evropské ligy UEFA 2014/15.

## Úspěchy
- 2× vítěz Premjer Ligasy (2011, 2012)[2]
- 1× vítěz kazachstánského fotbalového poháru (2013)[7]
- 1× vítěz kazachstánského fotbalového Superpoháru (2013)

## Rituální oběť
Klub nechal před domácím zápasem play-off předkola Ligy mistrů UEFA 2013/14 proti skotskému celku Celtic FC rituálně podříznout ovci. Oběť měla přinést hráčům štěstí na kopačky. Šachťor vyhrál nad favorizovaným Celtikem 2:0. Rituál plánovali provést i v odvetě ve Skotsku, což jim na popud PETA (organizace pro etické zacházení se zvířaty) zatrhla evropská fotbalová asociace UEFA, která klubu pohrozila disciplinárním řízením. Šachťor ve Skotsku prohrál 0:3 a o šanci na postup do základní skupiny Ligy mistrů přišel gólem v závěru utkání (resp. v nastaveném čase).